# Sévérac-le-Château
Sévérac-le-Château é uma ex-comuna francesa na região administrativa de Occitânia, no departamento de Aveyron. Estendeu-se por uma área de 108,42 km². Em 2010 a comuna tinha 4 203 habitantes (densidade: 38,8 hab./km²).
Em 1 de janeiro de 2016 foi fundida com as comunas de Buzeins, Lapanouse, Lavernhe e Recoules-Prévinquières para a criação da nova comuna de Sévérac-d'Aveyron.